# Ducado de Naxos

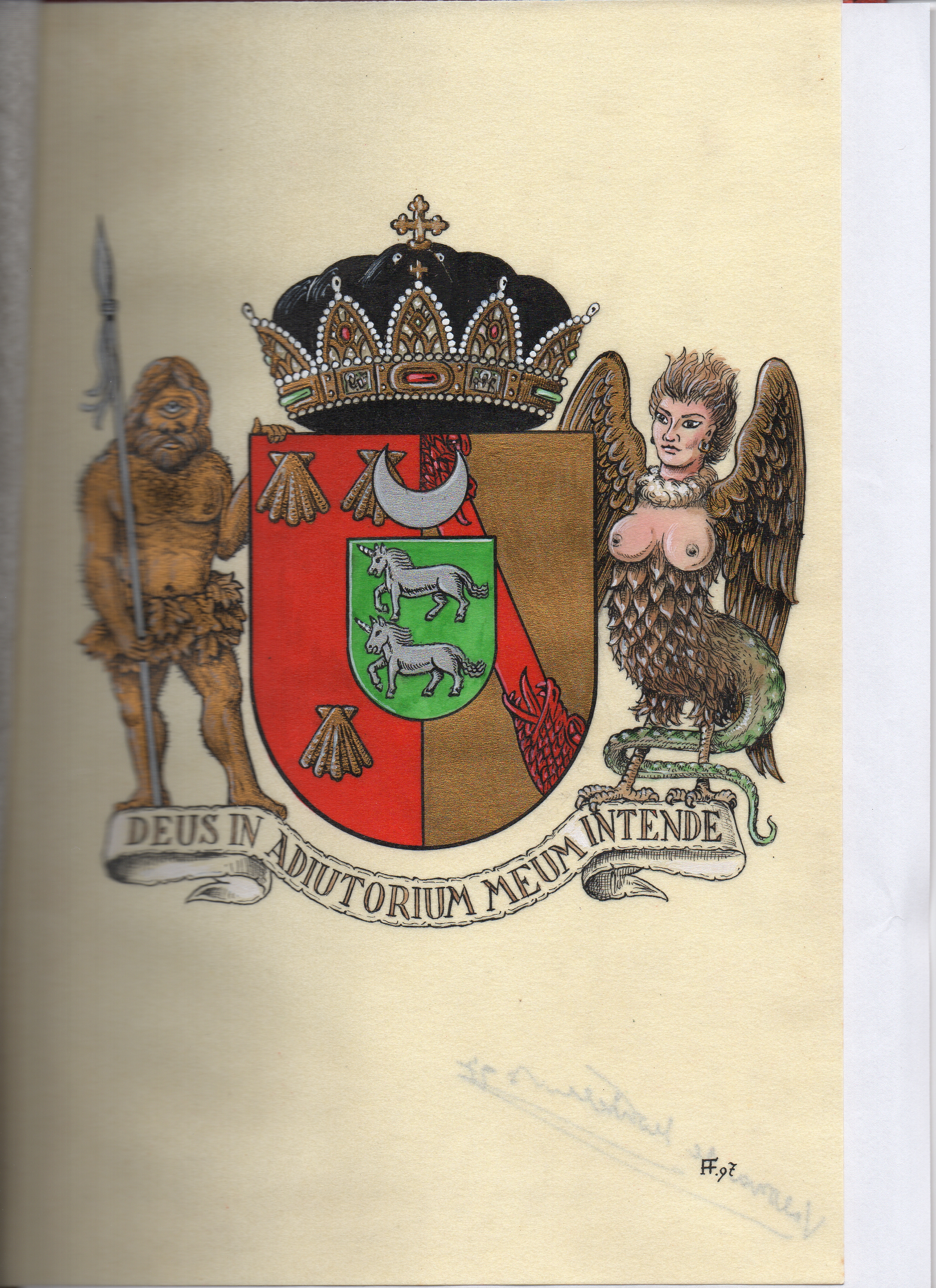
Blasón de Armas del Duque del Archipiélago

El ducado de Naxos (en italiano: Ducato di Nasso, en griego: Δουκάτον Νάξου) o también ducado del Archipiélago (en italiano: Ducato dell'arcipelago, griego: Δουκάτον Αρχιπελάγους) o ducado del Egeo (en italiano: Ducato dell’ Egeopelagi, griego: Δουκάτον Αιγαίου) fue un estado cruzado fundado después de la Cuarta Cruzada en los territorios bizantinos. Se estableció en varias de las islas Cícladas del mar Egeo en Grecia. Se capital fue Naxos, conquistada por Marco Sanudo. El ducado, fundado por los venecianos se mantuvo firme bajo la soberanía del emperador latino de Constantinopla. El sistema feudal occidental se superpuso sobre el sistema bizantino. Tanto el cristianismo católico como el ortodoxo convivían juntos.
El ducado fue gobernado primero por la dinastía de los Sanudo (siglos XIII y XIV), y luego por el de los Crispo (siglos XV y XVI). En 1537, el ataque de Jeireddín Barbarroja  sometió al ducado a la soberanía otomana con el duque siendo un tributario del sultán. En 1566, el último duque italiano, fue oficialmente reemplazado por Selim II que nombró a José Nasi. José Nasi gobernó el ducado hasta 1579. Después de un período transitorio en el que se asignó el título a varios personajes, el ducado se disolvió hacia 1617.

## Historia
Las ciudades-estado italianas, especialmente la república de Génova, Pisa, y la república de Venecia, se habían interesado en las islas del Egeo mucho antes de la Cuarta Cruzada. Había colonias italianas de comercio en Constantinopla y los piratas italianos frecuentemente atacaban asentamientos del mar Egeo en el siglo XII. Después del colapso y partición del Imperio bizantino en 1204, en la que los venecianos desempeñaron un papel importante, los intereses venecianos en el Egeo podían ser completamente realizados.
El ducado de Naxos fue creado en 1207 por Marco Sanudo, uno de los participantes en la cruzada y un sobrino del viejo dux de Venecia Enrico Dandolo, quien había liderado la flota veneciana en Constantinopla. Este fue un proyecto independiente, sin el consentimiento del emperador latino Enrique de Flandes. Sanudo fue acompañado por Marino Dandolo, Andrea Ghisi y Geremia Ghisi, así como Ravano dalle Carceri, señor de Eubea, y Filocalo Navigajoso, señor de Lemnos. Sanudo haciendo los arreglos para el préstamo de ocho galeras del Arsenal de Venecia, ancló en el puerto de Potamidides, en el suroeste de Naxos, y capturó gran parte de la isla.
Los griegos ortodoxos naxios continuaron resistiendo, sin embargo, se había establecido una base en tierra adentro, alrededor de la fortaleza de Apalyros. Esta último cayó ante Sanudo después de un asedio de cinco o seis semanas, a pesar de la ayuda prestada a los griegos por los genoveses, los principales competidores de Venecia.

El ducado y otros estados del sur de Grecia en 1214.

Con la isla entera ocupada en 1210, Sanudo y sus colaboradores pronto conquistaron Melos y el resto de las islas Cícladas, y se estableció como duque de Naxia o duque del Archipiélago, con su capital en Naxos. Sanudo reconstruyó una gran fortaleza y dividió la isla en 56 provincias, que repartió como feudos entre los líderes de sus hombres, la mayoría de los cuales fueron altamente autónomos y aparentemente pagaron sus propios gastos. Carceri y Navigajoso habían recibido sus dominios en la isla por Enrique de Flandes y técnicamente eran vasallos del Imperio latino, Sanudo mismo reconoció la autoridad del Imperio Latino, en lugar de hacer del ducado un vasallo de Venecia.
Sanudo gobernó durante veinte años (1207-1227). Tenía en su posesión personal Paros, Antiparos, Melos, Sifnos, Citnos, Ios, Amorgós, Kimolos, Sikinos, Syros, y Folégandros. Otras islas incluían Andros (en manos de Dandolo), Tinos, Míkonos, Scíathos, Esciro, Skopelos, Serifos, Cea (en manos de los hermanos Ghisi), Tera (en manos de Jacopo Barozzi), Anafe, (en manos de Leonardo Foscolo), Citera (o Cerigo en manos de Marco Venier), y Anticitera (o Cerigotto, en manos de Jacopo Viaro).
Los Anales del Naxos latino se centraron en las históricas familias de Sanudo y Dandolo, Ghisi, Crispo y Sommaripa, Venier y Quirini, Barozzi y Gozzadini. Veintiún duques de dos dinastías gobernaron el archipiélago, sucesivamente, como vasallos de los emperadores de latinos de Constantinopla, de la dinastía de los príncipes Villehardouin de Acaya, de los angevinos del Reino de Nápoles (en 1278), y después de 1418 de la República de Venecia.
En 1236, el ducado fue concedido nominalmente a Guillermo II de Villehardouin, después príncipe de Acaya. Marco II Sanudo perdió muchas de las islas, a excepción de Naxos y Paros, ante las fuerzas del renacido Imperio bizantino bajo el almirante Licario a fines del siglo XIII. El renacimiento bizantino demostró ser breve, ya que cedió el control de sus ganancias en 1310.
En 1317 la Gran Compañía Catalana asaltó los restos del Ducado; en 1383, la familia Crispo dirigió una insurrección armada y derrocaron a los herederos Sanudo como duques de Naxos. Bajo los duques Crispo, el orden social y la agricultura decayeron, y la piratería llegó a ser dominante.
En el siglo XVI, las condiciones que habían asegurado la expansión del dominio latino en las Cícladas dejó de existir. La flota veneciana perdió su superioridad en el mar Egeo y durante la guerra turco-veneciana entre 1499 y 1503 el poderío otomano invadió muchas de las islas con consecuencias destructivas. La paz de 1503 no dio fin a la actividad de los piratas musulmanes, que continuaron afectando a la economía de las islas. Por otra parte, durante las primeras décadas del siglo XI, los graves problemas dinásticos habían surgido, mientras que la mala salud de la población había comenzado, debido principalmente al agua, que no era apta para beber, deterioro de las enfermedades contagiosas que aparecieron en el Mediterráneo oriental. Finalmente, los abusos de los gobernadores de las islas dieron lugar a quejas de los habitantes, que pidieron el cambio de gobernante, ya que a menudo sentían que el prestigio del debilitado estado veneciano no los cubría.
Después de un período de dominación turca (1537-1566), durante el cual las instituciones de la conquista franca se habían vuelto estériles, el ducado se disolvió definitivamente después de 359 años de existencia. El sultán Selim II concedió la administración de las islas a su favorecido José Nasif, un Sefardí judío portugués, un aventurero judío de origen portugués, que se mantuvo en el gobierno hasta 1579. Luego los isleños de las Cícladas solicitaron el restablecimiento de las autoridades latinas. En última instancia, sin embargo, las islas fueron anexadas al Imperio otomano y un sadzak bey junto con un kades asumió el gobierno. Un año después, las islas recibieron privilegios de Murat II, que fueron ratificadas sesenta años después. Sin embargo, una pequeña dinastía latina, los Gozzadini habían sido reintegrados en 1571 en Sifnos y permanecieron durante cuarenta años aproximadamente, quizás debido al hecho de que esta familia procedía de Bolonia y no de Venecia. Sin embargo, Sifnos, fue incorporado al Imperio otomano en 1617.

### En la actualidad
Tras la pérdida de títulos de muchas familias nobles de España en el tiempo de la dictadura de Francisco Franco por cuestiones políticas, el título de Duque del Archipiélago fue restituido a Manuel Fernández en el año de 1997, después de pesquisa genealógica hecha por José María de Montells y Galán en la Sociedad Heráldica Española